# Ria Bremer
Ria Bremer (geboren als Maria Theresia Sitskoorn, Rotterdam, 4 juli 1939) is een Nederlands journalist, presentatrice en eindredacteur, die vooral bekend is geworden door de televisieprogramma's Stuif es in en Vinger aan de Pols van de AVRO.

## Carrière
Bremer begon bij het Noordhollands Dagblad en vervolgens bij de Volkskrant, werkte daarna bij AVRO's Radiojournaal onder het pseudoniem "Marjan ter Steeg" en later bij het actualiteitenprogramma Televizier Magazine als verslaggever, redacteur en presentatrice. Ook fungeerde ze drie jaar als omroepster bij de AVRO en zat twee jaar in het panel van Wie van de Drie. Ruim zeventien jaar lang (van 1968 tot 1985) presenteerde ze het jeugdprogramma Stuif es in. Van 1980 tot 2000 was ze eindredacteur en presentator van het medische programma Vinger aan de Pols. Op 13 februari 1998 was ze te gast in Dit was het nieuws, waar nieuws over deze show aan bod kwam. Verder maakte Bremer tientallen documentaires.
Van 1996 tot 1998 presenteerde Bremer het programma Netwerk en richtte ze haar eigen productiebedrijf op, Medical Multi Media. Joop van den Ende en de AVRO zijn aandeelhouders. In 2001 trok ze zich terug als directeur, maar ze is nog actief als adviseur. Hetzelfde jaar stopte Bremer met het presenteren van televisieprogramma's. Ze is nu betrokken bij veel organisaties en projecten binnen de gezondheidszorg. Zo is ze lid van de raad van toezicht van de Nederlandse Hartstichting.
In 2015 maakte Bremer voor AVROTROS een nieuwe serie tv-documentaires onder de titel Vinger aan de Pols waarin zij met artsen en hoofdpersonen kijkt naar oude afleveringen, te beginnen bij 1980, en stilstaat bij de keuzes in behandelingen van toentertijd.
In 2017 was Bremer opnieuw te zien bij AVROTROS in haar nieuwe reeks ‘De Anatomische Les met Ria Bremer’, over de geschiedenis van de geneeskunde met professor Mart van Lieburg, hoogleraar medische geschiedenis.
In 2019 nam zij deel aan de dirigeerwedstrijd Maestro van AVROTROS.

## Privé
Bremer is getrouwd met AVRO-regisseur en oud-netmanager van NPO 1 Bob Bremer, met wie zij drie zoons heeft.

## Erkenning
- In 1993 ontving ze de Van Walree Prijs van de Koninklijke Nederlandse Akademie van Wetenschappen.
- Bremer werd in 1996 Ridder in de Orde van Oranje-Nassau.
- Op 2 maart 2015 ontving zij de Beeld en Geluid Oeuvre Award van De TV-Beelden.